# جایزه بزرگ رم

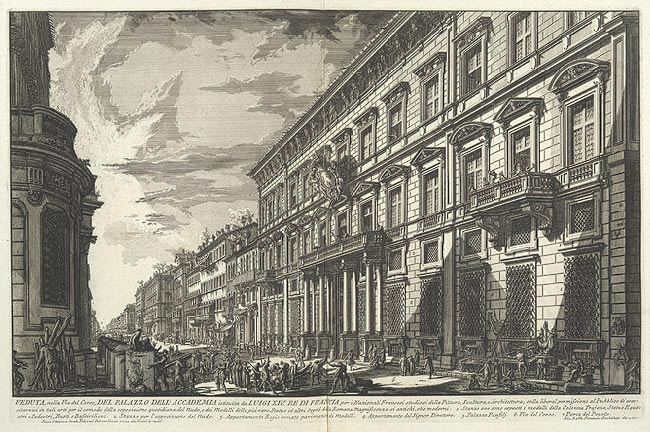
کاخ مانچینی، رم، مقر آکادمی فرانسه از سال ۱۷۲۵

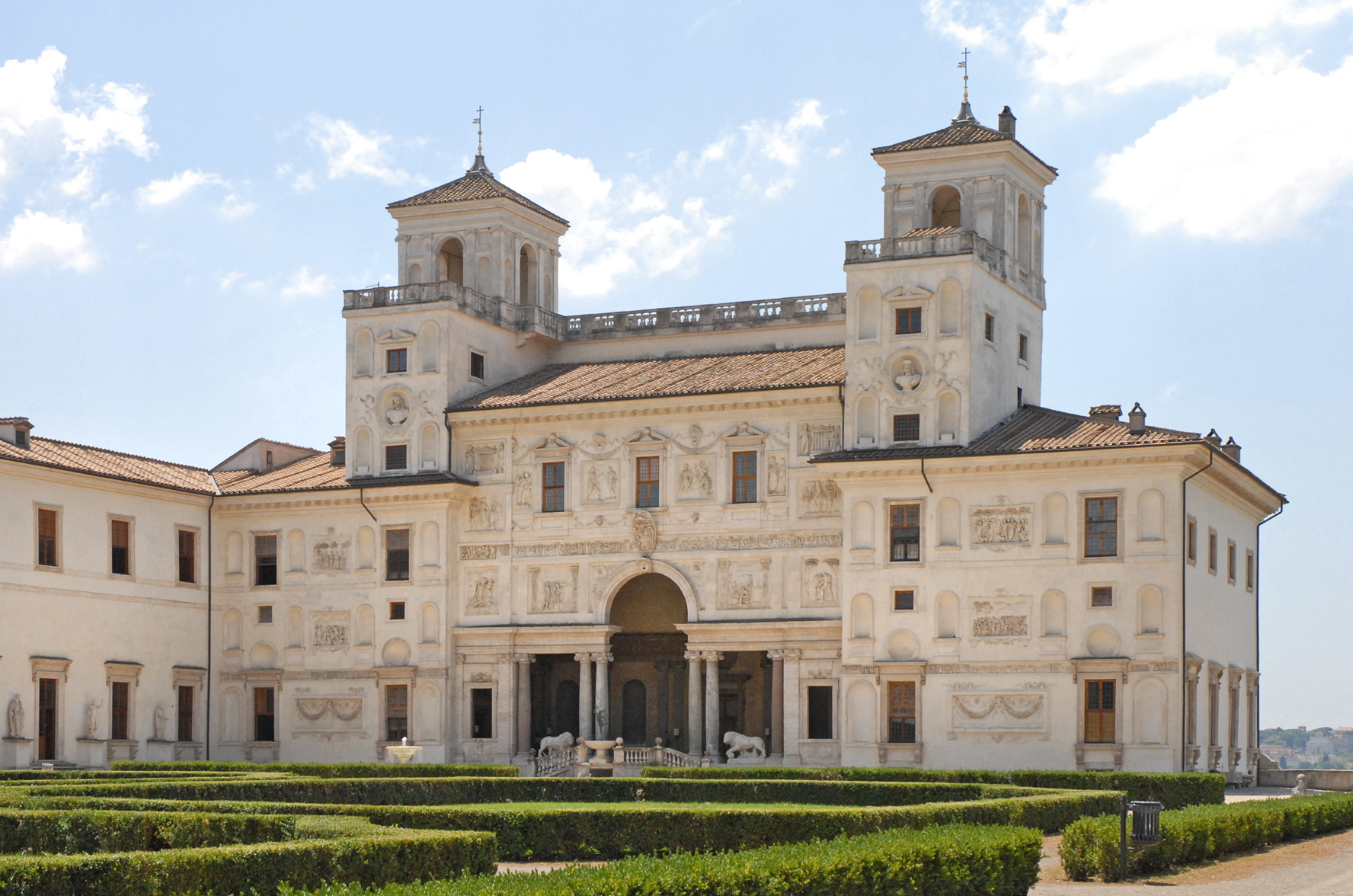
ویلا مادیچی، رم

جایزهٔ بزرگ رُم مجموعه‌ای از کمک‌هزینه‌های تحصیلی بود که از سال ۱۶۶۳ تا ۱۹۶۸ میلادی توسط حکومت فرانسه به هنرمندان جوان فرانسوی حائز شرایط داده می‌شد تا برای تحصیل در آکادمی فرانسه به رم بروند.

## تاریخچه
جایزه بزرگ رم در سال ۱۶۶۳ و در زمان پادشاهی لوئی چهاردهم بنیان‌گذارده شد. در آغاز در رشته‌های نقاشی و پیکره‌سازی کمک هزینه تحصیلی داده می‌شد. شاخهٔ معماری از سال ۱۷۲۰ افزوده گشت. پس از آن برخی از بزرگ‌ترین هنرمندان و معماران فرانسوی سده هجدهم میلادی برای تحصیل به رم رفتند که از میان آن‌ها می‌توان به نقاشانی چون ژان اونوره فراگونارد، ژاک لویی داوید و پیکره‌سازانی چون ژان-آنتوان اودن و کلود میشل اشاره کرد.
آکادمی فرانسه از سال ۱۷۹۲ تا ۱۸۰۱ و در طول انقلاب فرانسه بسته شد و پس از آن در ساختمان ویلا مادیچی بازگشایی شد. در سده نوزدهم جایزه‌های موسیقی و حکاکی نیز افزوده گشت. از برندگان مشهور سده نوزدهم می‌توان به پیکره‌سازانی چون داوید دانژه، ژان-باتیست کرپو، تونی گارنیه، موسیقیدانانی چون هکتور برلیوز، شارل گونو، ژرژ بیزه، کلود دبوسی و همچنین ژان اگوست دومینیک انگر نقاش اشاره کرد.
از میان هنرمندانی که برای دریافت جایزه رم اقدام کردند می‌توان به موریس راول اشاره کرد. راول چندین بار برای دریافت این کمک‌هزینه تحصیلی اقدام نمود که با شکست مواجه شد و بسیار بحث‌برانگیز بود.
در سده بیستم میلادی از اهمیت و جایگاه جایزهٔ رم کاسته شد و سرانجام پس از شورش‌های دانش‌آموزان، در سال ۱۹۶۸ توسط وزیر فرهنگ فرانسه، آندره مالرو متوقف شد. پس از آن چندین سازمان از این نام استفاده نمودند و تا سده ۲۱ میلادی چندین جایزه رم در سراسر جهان به وجود آمد.